# Валерія Гай Германіка
Валéрія Гáй Олексáндрівна Гермáніка (ім'я при народженні — Валéрія Íгорівна Дуди́нська ; нар. 1 березня 1984, Москва, СРСР) — російська кінорежисерка, кліпмейкерка і телеведуча. Володарка премії «Ніка» «Відкриття року» (2008), «Срібного „Святого Георгія“» Московського кінофестивалю (2014).
До 2008 року була режисером документального кіно, з 2008 року почала знімати ігрові фільми.

## Життєпис
Народилася 1 березня 1984 року з ім'ям Валерія Ігорівна Дудинська. Батько — Ігор Дудинський (1947—2022), журналіст, мати — Наталія Дудинська. Ім'я їй обрала бабуся на честь героїні Валерії з роману Рафаелло Джованьолі «Спартак». Пізніше змінила ім'я в паспорті на Валерію Гай, прізвище — на Германіку, по-батькові — на Олександрівну (за вітчимом).

### Кар'єра
Вищу режисерську освіту не отримувала. Закінчила піврічні режисерські курси у «Школі кіно та телебачення „Інтерньюс“» (викладач — Марина Разбєжкіна). У 2008 році розповіла, що недовго працювала оператором на порностудії, тому що «хотіла бути як Тінто Брасс». У 2010 році мати Германіки підтвердила та прокоментувала цей факт.
Другий документальний короткометражний фільм Германіки «Дівчатка» (2005) потрапив у програму фестивалю «Кінотавр», де отримав приз за найкращу короткометражну кінострічку, а також був показаний у рамках «Дня Росії» на 59-му Канському кінофестивалі. Наступний документальний фільм " День народження інфанти " (2007) увійшов до основного конкурсу «Кінотавра». Художній фільм «Всі помруть, а я залишусь» був показаний на Каннському кінофестивалі 2008 року в програмі «Тиждень критики» та був удостоєний спеціального призу конкурсу «Золота камера» за найкращий дебютний повнометражний фільм. У 2008 році брала участь у журі конкурсу «Кіно без кіноплівки» фестивалю «Кіношок».
У 2009 році спільно з «Треш-Шапіто Кач» і Петром Лістерманом записала композицію «Я люблю, а всі тільки їбуться». На початку 2010 року на Першому каналі (Росія) вийшов 69-серійний телесеріал «Школа», що викликав широкий резонанс у суспільстві. У середині 2010 року Валерія була призначена на посаду креативного директора MTV Росія, але, пропрацювавши кілька місяців, вирішила залишити свою посаду, оскільки жоден з її проєктів не був запущений в ефір.
На початку 2012 року на «Першому каналі» вийшов 16-серійний фільм «Короткий курс щасливого життя». У тому ж році брала участь у проєкті «Поліглот. Італійська з нуля за 16 годин!» російського телеканалу «Культура». У 2012 році взяла участь у фільмі Марії Саакян «Ентропія» як актриса. З 24 вересня 2012 року по 4 березня 2013 року була провідною щотижневою програмою «КіноблоГГ» на телеканалі «Ю». У 2014 році зняла кліп на пісню «Мысленный волк» губу «Смысловые Галлюцинации», слова якої вона написала сама.
26 червня 2014 року в основному конкурсі 36-го Московського міжнародного кінофестивалю відбулася прем'єра фільму «Так і так», де Германіка отримала нагороду «Срібний „Святий Георгій“» за найкращу режисуру. У 2015 році взяла участь у проєкті «Танці зі зірками» на каналі «Росія-1» у парі з Максимом Петровим.
У 2018 році була ведучою першого сезону православної передачі «Віра у великому місті» на телеканалі «СПАС». У 2018 році вийшов телесеріал «Бонус» для телеканалу ТНТ. У 2019 році стала генеральним продюсером кінокомпанії «Леосфільм». 17 жовтня 2019 року вийшов повнометражний фільм «Мирковий вовк», знятий за сценарієм Юрія Арабова. Також Валерія співпрацювала з гуртом The Matrixx та її лідером Глібом Самойловим, з яким перебувала на той час у стосунках. Для гурту під її керівництвом було знято кліп «Никто не выжил».

## Особисте життя
13 березня 2008 року народила дочку Октавію. З батьком дитини у шлюбі не була.
11 липня 2015 року, через кілька місяців після знайомства, вийшла заміж за танцюриста Вадима Любушкіна, учасника проєкту «Танці зі зірками». 15 липня 2015 року колишня партнерка Любушкіна з танців повідомила пресі про двоєженство танцюриста. Германіка знала до весілля, що Любушкін вже одружений, проте не стала чекати на закінчення його шлюборозлучного процесу і зіграла весілля. Через чотири місяці після весілля вони розлучилися. 22 квітня 2016 року народила від нього доньку Северину.
26 лютого 2019 року вийшла заміж за новокузнецького бізнесмена Дениса Молчанова. У листопаді 2019 року у них народився син Август.

## Погляди
В інтерв'ю «Новій газеті» у 2008 році Германіка охарактеризувала себе як «раціональну легітимістку». Вона повідомила, що підтримує путінський режим і схвалює закриття опозиційних проектів. У 2012 році заявила, що не ходить на мітинги та вибори, оскільки не має громадянської позиції. У 2017 році підтвердила, що, як і раніше, підтримує президента і «правлячу партію», і дотримується позиції, «що будь-яка влада — від Бога». Також Германіка назвала себе патріоткою і наголосила, що виховує дітей «у традиційній культурі, тобто у православ'ї».
Виступає проти абортів.

## Фільмографія
| Рік  |     | Назва                         | Роль                                           |    |
| ---- | --- | ----------------------------- | ---------------------------------------------- | -- |
| 2005 | док | Сестри                        | режисерка                                      | ру |
| 2005 | док | Дівчатка                      | режисерка                                      | ру |
| 2006 | док | Поїхав                        | режисерка                                      | ру |
| 2006 | док | Хлопчики                      | режисерка                                      | ру |
| 2007 | док | День народження інфанти       | режисерка                                      | ру |
| 2008 | ф   | Всі помруть, а я залишусь     | режисерка                                      | ру |
| 2009 | кф  | Щастя іншими словами          | режисерка                                      | ру |
| 2010 | ф   | Громозека                     | акторка (дівчина в таксі)                      | ру |
| 2010 | с   | Школа                         | режисерка                                      | ру |
| 2011 | с   | Короткий курс щасливого життя | режисерка, акторка (пані Федора)               | ру |
| 2012 | ф   | Ентропія                      | акторка (Гера)                                 | ру |
| 2014 | с   | Травневі стрічки              | режисерка                                      | ру |
| 2014 | ф   | Так і так                     | режисерка                                      | ру |
| 2018 | с   | Бонус                         | режисерка                                      | ру |
| 2019 | ф   | Думковий вовк                 | режисерка                                      | ру |
| 2020 | док | Тато                          | режисерка, сценаристка, операторка, продюсерка | ру |
| 2022 | с   | Взаємна згода                 | режисерка                                      | ру |

### Відеокліпи
- 2010 — То, что не убивает тебя (Тараканы!)[37]
- 2010 — Никто не выжил (The Matrixx)
- 2010 — Птица (DJ Smash)[38]
- 2011 — Я не убивал (Jack Action)
- 2013 — Расскажи мне, мама (Слава)[39]
- 2014 — Повесь меня (Лінда)[40]
- 2014 — Мысленный волк (Смысловые галюцинации)[41]
- 2018 — Инстаграм (Ночные снайперы)

## Оцінки творчості
Як «дуже цікаву» у творчому плані відзначив Гай Германіку президент кіноакадемії «Ніка», режисер Андрій Кончаловський.
Концепція та сценарій фільму «Всі помруть, а я залишусь», а згодом сценарій, зміст телесеріалу «Школа», що вийшов на російські екрани в січні 2010 року, викликали неоднозначну реакцію у суспільстві.
Представники Російської православної церкви на прес-конференції в РИА «Новости» (Москва, 22.01.2010) заявили, що «телесеріал „Школа“ <…> показує не всю правду і не дає позитивного прикладу». За твердженням глави Синодального інформаційного відділу Володимира Легойди : «в МДІМВ, де він викладає, зміст фільму „більшості або просто не цікаво, або огидно“».
Найнегативнішій критиці серіал піддають вчителі, які вважають, що фільм Валерії Гай Германіки дискредитує їхню професію. Аналогічну точку зору тижневику АіФ висловлює народний вчитель Росії, член Громадської палати РФ Юхим Рачевський: «…набагато важливіше не гнати чорнуху, а розповідати у тому, як можна налагодити взаємодія школи, дітей та батьків. Тільки копати треба глибше. А автори фільму цього зробити чи не змогли, чи не захотіли. Вони пішли простим шляхом: вважали за краще показати негативну естетику, яка, безсумнівно, привабить публіку». У цій статті наведено думку на захист серіалу, висловлену Павлом Астаховим, Уповноваженим при Президентові Російської Федерації з прав дитини.
Перед прем'єрою серіалу «Короткий курс щасливого життя» сценаристка кінопроєкту Ганна Козлова порівняла стиль Германіки з «потоком свідомості».

## Нагороди та номінації
- 2005 — «Дівчатка»: приз за найкращий короткометражний фільм на фестивалі «Кінотавр» (2006), головний приз на фестивалі «Кінотеатр.док» (2006).
- 2008 — «Всі помруть, а я залишусь»: спеціальний приз журі конкурсу «Золота камера» Каннського кінофестивалю (2008)[47], приз «Молодий погляд» Каннського кінофестивалю[48](2008), спеціальний диплом премії «Білий слон» (2009), премія «Ніка» у номінації «Відкриття року» (2009).
- 2010 — «Школа»: премія «Клубу телепреси» в номінації «Подія телесезону» з формулюванням «За безстрашність експерименту» (2010).
- 2012 — «Короткий курс щасливого життя»: премія «Клубу телепреси» в номінації «Подія телесезону» з формулюванням «За нетиповий серіал про наших сучасників у типових обставинах російського життя») (2012)[49].
- 2014 — «Та і так»: номінація на «Золотого „Святого Георгія“» Московського кінофестивалю (2014), «Срібний „Святий Георгій“» Московського кінофестивалю за кращу режисуру (2014)[50], приз журі Міжнародної федерації кінопреси (ФІПРЕССІ) (2014)[51], приз газети «Комерсант Weekend» (2014)[51].